# Raoul Gueguen
Raoul Pierre Gueguen, född 20 juni 1947 i Garlan, är en fransk före detta femkampare.
Gueguen blev olympisk bronsmedaljör i modern femkamp vid sommarspelen 1968 i Mexico City.